# Euclides Vieira Malta
Euclides Vieira Malta (Mata Grande, 16 de setembro de 1861 — Recife, 16 de julho de 1944) foi um magistrado e político brasileiro.

## Biografia
Filho do alferes de milícias Manoel Francisco Malta e Maria Vieira Malta. Casou-se com Maria Gomes Malta, filha de Manuel Gomes Ribeiro, o barão de Traipú. Tiveram seis filhos: Euclides Vieira Malta Filho, Maria Gomes Ribeiro Malta, Nilo Gomes Malta, Danúbio Gomes Malta, Alice Gomes Malta e Ciro Gomes Malta.
Formado pela Faculdade de Direito de Recife em 1886. Exerceu a advocacia. Ocupou o cargo de promotor público em Atalaia, Coruripe e Penedo.
Foi deputado estadual de 1890-1891 e 1895-1896, prefeito de Penedo de 7 de janeiro de 1895 a 7 de janeiro de 1897, federal em 1892-1893 e 1897-1899, governador do estado de Alagoas por duas vezes, de 12 de junho de 1900 a 12 de junho de 1903 e 12 de junho de 1906 a 3 de junho de 1909, e senador de 1903-1905, 1906-1908 e 1921-1926, durante a República Velha. Sua sobrinha-neta, Rosane Collor, foi a primeira-dama do Brasil entre 1990 e 1992.
Durante o seu primeiro mandato como Governador o seu Vice-governador foi o Coronel Francisco dos Santos Pacheco.